# ريتشلاند (مقاطعة ريتشلاند)
ريتشلاند، مقاطعة ريتشلاند (بالإنجليزية: Richland, Richland County, Wisconsin)‏ هي بلدة تقع بولاية ويسكونسن في الولايات المتحدة. تبلغ مساحتها 81.6 (كم²)، وترتفع عن سطح البحر 240 م، بلغ عدد سكانها 1364 نسمة في عام 2000 حسب إحصاء مكتب تعداد الولايات المتحدة وتصل الكثافة السكانية فيها 16.7 نسمة/كم2.

## وصلات خارجية
- The US50 - Cities and Towns in Wisconsin State
- Wisconsin Cities and Towns, Facts, Map, Flag, Colleges, Government, and More